# Birger Malmsten
Albert Birger Malmsten (* 23. Dezember 1920 in Gräsö; † 15. Februar 1991 in Stockholm) war ein schwedischer Schauspieler. Er wurde vor allem als Hauptdarsteller in den frühen Filmen von Ingmar Bergman bekannt.

## Leben
Malmsten zog bereits in jungen Jahren nach Stockholm, um sich seinen Wunsch, Theaterschauspieler zu werden, zu erfüllen. Nach dem Militärdienst studierte er Psychologie und Drama und war im Studententheater in Stockholm aktiv. Seine Bewerbung an der Schauspielschule des Königlichen Dramatischen Theaters wurde jedoch abgelehnt. Im Mai 1943 begegneten Malmsten und Ingmar Bergman sich zum ersten Mal bei einer Inszenierung des Stücks Strax innan man vaknar (dt. „Kurz vor dem Erwachen“). 1944 engagierte Bergman Malmsten für seine erste professionelle Rolle in Robert Bürkners Bühnenversion von Rotkäppchen. Im selben Jahr spielte Malmsten in Alf Sjöbergs Film Die Hörige (Originaltitel: Hets), für den Bergman das Drehbuch verfasst hatte und als Regieassistent arbeitete. Anschließend folgte er Bergman nach Helsingborg, wo Bergman den Posten des Leiters des Stadttheaters angenommen hatte.
Von Ende der 1940er bis Anfang der 1950er Jahre spielte Malmsten mehrere Haupt- oder größere Nebenrollen in Bergmans Filmen. Rückblickend wurde er für seine Rollen in dieser Zeit als Bergmans filmisches Alter Ego bezeichnet, da der Regisseur in Durst, An die Freude und Einen Sommer lang private biografische Details verarbeitete. Neben seinen Engagements betrieb er mit seiner Frau Haide Göransson und Kenne Fant, dem späteren Leiter von Svensk Filmindustri, in den 1950er Jahren ein lokales Kino. Ab 1962 arbeitete er am Königlichen Dramatischen Theater.
In späteren Jahren wurden Malmstens Rollen in Bergmans Produktionen zunehmend kleiner. Seinen letzten Filmauftritt für Bergman absolvierte er 1976 in Von Angesicht zu Angesicht, seine letzte Theaterrolle 1984 in Bergmans Inszenierung von König Lear.

## Filmografie (Auswahl)
- 1936: Söder om landsvägen
- 1944: Die Hörige (Hets)
- 1946: Es regnet auf unsere Liebe (Det regnar på vår kärlek)
- 1947: Verbrechen im Tageslicht (Brott i sol)
- 1947: Schiff nach Indialand (Skepp till India land)
- 1948: Sündige Liebe (Banketten)
- 1948: Musik im Dunkeln (Musik i mörker)
- 1948: Eva
- 1949: Gefängnis (Fängelse)
- 1949: Durst (Törst)
- 1950: An die Freude (Till glädje)
- 1951: Einen Sommer lang (Sommarlek)
- 1952: Sehnsucht der Frauen (Kvinnors väntan)
- 1953: Die Liebenden vom Gulbrandstal (Ingen mans kvinna)
- 1954: Gabrielle
- 1958: Laila – Liebe unter der Mitternachtssonne (Laila)
- 1959: Affäre in blond (Med fara för livet)
- 1963: Das Schweigen (Tystnaden)
- 1963: Ett drömspel (Fernsehfilm)
- 1966: Masculin – Feminin oder: Die Kinder von Marx und Coca-Cola (Masculin – féminin: 15 faits précis)
- 1968: Wie der nackte Wind des Meeres (...som havets nakna vind)
- 1970: Heiße Spiele (Ann och Eve - de erotiska)
- 1976: Von Angesicht zu Angesicht (Ansikte mot ansikte)
- 1977: Tabu
- 1984: Jönssonligan får guldfeber
- 1987–1988: Goda Grannar (Fernsehserie, 34 Folgen)
- 1991: Kopplingen (Fernsehfilm)